# 西武411系電車
西武411系電車（せいぶ411けいでんしゃ）は、かつて西武鉄道に在籍した通勤形電車。
製造当初は吊り掛け駆動方式であったが、後年全車を対象に高性能化改造が施工され、同時に401系電車（2代）と改称・改番された。本項では高性能化後（401系へ改称後）の動向についても併せて述べる。

## 概要
701系列の増備に伴い、その増結用車両として1964年（昭和39年）から新製されたのが本系列である。制御電動車クモハ411形と制御車クハ1451形からなる2両編成を構成し、1968年（昭和43年）までにクモハ411 - 429（全車とも2代）ならびにクハ1451 - 1468・1470（クハ1451・1452は4代、1453 - 1456は3代、1457 - 1460は2代）の19編成38両が西武所沢車両工場で新製された。
本系列はカルダン駆動車である701系の増結車両でありながら、吊り掛け駆動車として新製されたことが特徴であり、性能は451系・551系など、他の旧性能従来車と全く同一であった。
なお、クモハ411形・クハ1451形という形式称号は前者が2代目、後者が4代目に相当する。また、411系という系列区分については、501系モハ501形初期車がモハ411形（初代）と改称・改番された際にクハ1411形の半数と編成されたことから、両形式を総称して「411系（初代）」として扱われることがあり、その場合本系列についても「411系（2代）」と称される。

### 車体
20m級全金属車体の3扉構造という構体設計は701系に準じているが、前面形状は湘南型デザインではなく、451系に酷似した切妻形状に変更された。前照灯は451系同様1灯式のものが前面幕板中央部に埋め込まれ、前面行先表示幕の装備もされず、前面窓下中央部には行先種別表示板受けが設置された。車体塗装はディープラズベリーとトニーベージュの2色塗り、いわゆる「赤電」カラーである。
側面窓配置は701系と同一のd1D1・1・1・1D1・1・1・1D1・1（d：乗務員扉, D：客用扉、戸袋窓の記載は省略）であり、窓構造は全開可能な二段上昇窓である。客用扉は551系以来の標準仕様となるアルミハニカム構造扉を採用した。また、側面の戸閉表示灯は451系同様に横長形状とされた点が特徴であった。
ベンチレーターは701系同様グローブ型を採用、制御電動車に6個、制御車に7個搭載し、車内送風機として扇風機を各車とも7基装備する。
車内はロングシート仕様で、その仕様は年次別の改良項目を含めて701系と同一である。
なお、411 - 422編成は701系同様に雨樋が低い位置に設置されているが、1967年（昭和42年）10月に落成した423編成以降は雨樋位置が上昇し、張り上げ屋根風の形態に変更された。これは自動洗車機導入に伴う洗車効果改善目的で改良されたものであり、同時期に落成した801系同様の側面見付を有する。

### 主要機器
前述の通り、本系列はカルダン駆動車である701系の増結車という名目で製造されたにもかかわらず、製造コスト抑制目的で従来の旧性能吊り掛け車両同様、日本国有鉄道（国鉄）より払い下げを受けた旧態依然とした主要機器を搭載する。もっとも、701系列のカルダン駆動車はいずれも吊り掛け駆動の従来車との併結運用を前提に設計されていたことから、本系列を吊り掛け駆動の旧性能仕様で製造するに当たって何ら差し支えない状況であった。
主電動機はMT15E、制御器は電空カム軸式CS5と界磁接触器CS9の組み合わせ（直列5段・並列4段・弱め界磁1段）、制動装置は発電制動を持たないAMAE電磁自動空気ブレーキ、基礎制動装置は車体側搭載、台車は電動車が鉄道省制式の釣り合い梁式TR14A・付随車が同TR11Aと、大正後期から昭和初期にかけて新製された省形国電とほぼ同一のスペックを有する。
その他、パンタグラフは工進精工所製KP-62系を電動車の前位側（運転台寄り）に1基搭載し、電動空気圧縮機 (CP)はAK3を搭載する。
なお、CPおよび電動発電機 (MG)といった補機類は制御車へ搭載し、西武の旧性能車の標準仕様であるMTユニット方式を踏襲している。

## 411系の変遷

### 製造年次別変化
本系列は701系列の新製と並行して増備されたことから、製造年次によって同系列で加えられた改良がそのまま本系列にも適用されている。以下、主な変更点について述べる。

#### 411 - 414編成
本系列の最初期車（1次車）である同4編成は、701系1次車と同一の仕様を有し、客用扉下部靴摺が縞鋼板仕様であることや、戸袋窓車内側の窓が若干小型であることなどが特徴である。

#### 415 - 418編成
2次車として新製された同3編成は、701系2次車で加えられた改良を反映し、客用扉下部靴摺の材質変更、戸袋窓車内側の窓拡大が実施された。

#### 419 - 422編成
同4編成は前項415 - 418編成同様2次車に属するが、従来乗務員扉後部に露出していた側面縦樋が車体内部に埋め込まれた点が異なる。なお、同時期に落成した701系753編成以降では乗務員扉手すりが埋込式に改良されているが、本グループは従来タイプの露出型のままとされている。

#### 423 - 429編成
3次車として新製された同7編成は、前述の通り801系同様に雨樋位置が上方へ移動し、張り上げ屋根風の外観となったことが特徴である。同時に乗務員扉手すりも埋込式に改良されたことから、全幅が1 - 2次車の2,930mmに対して2,854.5mmに変化した。また、細部では戸閉表示灯の形状が丸型に変更されている。

### その他改造
本系列は701系列同様、落成当初は窓固定支持に用いられるHゴムがグレーであったが、ほどなく黒Hゴムに全車とも交換されている。
1971年（昭和46年）から翌1972年（昭和47年）にかけて、電動車の台車をTR14Aから住友金属工業製ペデスタル式空気ばね台車FS-40へ換装する工事が実施された。同台車は台車側にブレーキシリンダーを有するため車体側の基礎制動装置は撤去され、また同時に手用制動の廃止ならびに保安制動の新設が施工されているが、これはFS-40台車には手用制動が取り付け不可能であったための措置である。
その他、101系の冷房化改造により発生した低出力MG（日立製作所製HG-534-Mrb、出力12kVA）ならびに天井板・交流蛍光灯・扇風機を流用して低圧電源の交流化が施工され、前照灯のシールドビーム2灯化、前面窓内側への行先表示器新設などが順次施工された。

### 高性能化
1975年（昭和50年）より701系列は冷房化ならびに制動装置の電磁直通ブレーキ (HSC)化が順次施工されていたが、同改造を施工された編成は自動ブレーキ仕様の従来車との併結が不可能となった。同改造の進捗に伴って増結用編成が不可欠となったことから、元より701系列の増結用車両として新製され、かつ西武に在籍する2両編成の中で最も経年の浅かった本系列に対して、冷房改造ならびに主要機器換装による高性能化改造が施工されることとなった（詳細は後述）。
改造は1978年（昭和53年）より順次施工され、改造後の本系列各車は401系クモハ401形と改称・改番された。なお、同改造途上において車番の重複回避のため、クモハ422 - 429は原番+20でクモハ442 - 449と一時的に改番されたことが特筆される。同改造は1981年（昭和56年）2月に竣功したクモハ449-クハ1470（クモハ437-クモハ438）を最後に全車完了し、同編成の竣功をもって本系列は形式消滅した。

## 401系（2代）

### 概要
本系列は前述の通り、701系列の冷房化ならびに制動装置の電磁直通ブレーキ (HSC)化進捗に伴い、その増結用車両として411系を冷房改造ならびに主要機器換装による高性能化改造を実施して誕生した系列である。
高性能化改造に際しては旧クハ1451形も電装されてクモハ401形に編入され、全電動車編成を構成している。また、411系当時は電動車の向きが末尾偶数・奇数で異なっていたものを、同改造に際してパンタグラフを搭載する旧クモハ411形を全車偶数向き（池袋・本川越向き）に、旧クハ1451形を全車奇数向き（飯能・西武新宿向き）にそれぞれ統一することとなり、旧クモハ411形（偶）が組み込まれた編成はそのままに、旧クモハ411形（奇）が組み込まれた編成については方向転換が実施された。

#### 車体
冷房装置搭載に伴う各部補強に加え、車体塗装の黄色一色塗り化、客用扉のステンレス製無塗装のものへの交換、前面向かって左側幕板部へ行先表示窓を新設、ならびに前面標識灯部へのステンレス製飾り板の新設が実施されている。
なお、前面形状は原形の切妻形状のままであり、同形状の前面を有する車両で車体塗装が黄色一色塗りとされたものは本系列が唯一であった。
車内天井部は冷房装置搭載に伴って一新され、冷風風洞の新設に伴う天井の平天井化、車内送風装置のラインデリア化などが施工されている。一方、車内アコモについてはほぼ原形通りとされ、赤灰色系の壁面デコラに茶色系のシートモケットという組み合わせは411系当時と変わりない。

#### 主要機器
原形を色濃く残す車体周りとは対照的に、主要機器は411系当時のものはほぼ一掃され、面目を一新した。
主電動機は日立製作所製HS-836-Frb・HS-836-Krb、もしくは東洋電機製造製TDK-8090-Aで、いずれも中空軸平行カルダン装置と組み合わせて搭載される。これらの主電動機はすべて同一のスペックを有し、実際の運用においてもこれらは何ら区別されることなく混用された。
主制御器は日立製作所製の電動カム軸式MMC-HT-20A6を採用した。力行23段（弱め界磁起動1段、直列10段、並列7段、弱め界磁5段）の仕様は701系列で採用されたMMC-HT-20Aと同一であり、本系列もまた発電制動を省略している。
台車は住友金属工業製のペデスタル式空気ばね台車FS-372を装備する。同台車は101系の電動車から採用されたダイレクトマウント式空気ばね台車であり、701系列の電動車が装備するコイルばね台車FS-342と比較して大幅な乗り心地向上が図られている。また、同台車を装備する関係で本系列の歯車比は101系と同一の86:15 (5.73)とされており、歯車比84:15 (5.6)の701系列とは力行特性が若干異なっている。なお、改造以前に旧クモハ411形が装備していたFS-40台車は551系・571系へ転用され、従来形吊り掛け車の体質改善に寄与している。
制動装置は前述の通り電磁直通ブレーキ (HSC)で、前述台車交換に伴ってクモハ401形奇数車（旧クハ1451形）についても車体側基礎制動装置を撤去している。
パンタグラフは従前通り工進精工所製KP-62系で変わりないが、全電動車編成化および冷房化に伴う集電容量増加を加味してクモハ401形偶数車（旧クモハ411形）の後位側（連結面側）にパンタグラフを増設し、1両当たり2基搭載とされている。
冷房装置は101系および701系列で採用実績を有する三菱電機製CU-72系集中式冷房装置を1両当たり1基搭載し、車内側冷風吹き出し口はスポット式である。
その他、冷房装置搭載に伴ってMGの大出力化（日立製作所製HG-584Ir、出力110kVA）が実施されたが、CPは411系当時同様にAK3を1基、それぞれクモハ401形（奇）に搭載している。
なお、701系同様モーターは中期よりマイナーチェンジしており多少音色が異なる。中期以降の音色は同グループ企業の伊豆箱根鉄道3000系電車・伊豆箱根鉄道5000系電車同様のものとなっている。

### 401系（2代）改造後の変遷

#### 改造年次別変化
本系列の冷房化・高性能化改造は701系列の冷房化と並行して施工され、本系列もまた701系列同様に改造途上において内容の変更点が見られる。
1978年（昭和53年）5月から同年9月にかけて竣功した401 - 409編成（旧411 - 415編成）は靴摺が原形のままとされているが、翌1979年（昭和54年）9月に竣功した411編成（旧416編成）から靴摺がステンレス化され、以降413 - 421・427編成（旧417 - 421・444編成）までが同仕様で竣功している。さらに1980年（昭和55年）8月に竣功した423編成（旧442編成）以降では、客用扉窓の固定支持方式をHゴム固定から金属枠固定への変更、座席袖仕切りの大型化ならびに網棚一体構造化などの改良が加えられ、425・429 - 437編成（旧443・445 - 449編成）が同仕様とされた。
こうして概ね種車の車番順に順次改良が加えられているものの、423編成と427編成については種車の事情から改造順が入れ替えられており、結果423編成は「普通屋根仕様ながら客用扉窓が金属枠固定かつ袖仕切りが大型」、427編成は「張り上げ屋根仕様ながら客用扉窓がHゴム固定かつ袖仕切りが原形」という、それぞれ異端編成となった。

#### 運用・晩年
改造後は常時701系列とともに運用され、一時期は池袋線系統でも運用されていたが、701系列の新宿線系統への集中配備化に伴って本系列も池袋線系統から撤退した。
新宿線への集中配備後も主として701系列の増結編成として運用されたほか、1988年（昭和63年）より旧型車の代替目的で多摩川線にも投入された。同路線の車両入れ替えは東日本旅客鉄道（JR東日本）中央線および武蔵野線を介して甲種輸送によって行われるため、415 - 421編成の4編成8両が甲種輸送対応改造を施工し多摩川線対応編成となっていたが、1992年（平成4年）に多摩川線の2両編成運用が消滅したことから同路線の運用から撤退している。
また、国分寺駅のホーム有効長の都合から17m車3両編成もしくは20m車2両編成の入線が限界であった当時の多摩湖線（国分寺 - 萩山間の通称「多摩湖南線」）運用にも夏季限定で充当された。これは同区間の専用車両であった351系が非冷房仕様であったことから旅客サービスの観点から本系列が運用されたものであるが、1990年（平成2年）6月に国分寺駅多摩湖線ホームの改良工事が完成し、同区間への20m車4両編成の入線が可能となったことにより、本系列の同区間における運用は消滅した。
その後、新2000系・6000系・9000系など新型車両に代替される形で実施された701系列の廃車進捗に伴って、1990年（平成2年）9月に除籍された401・403編成を皮切りに本系列の淘汰が開始された。その途上において、1996年（平成8年）10月12日に鉄道の日関連イベントとして411・417編成が701系757編成とともに池袋線・西武秩父線全線を定期快速急行運用のダイヤで運行し、久方ぶりに池袋線系統への入線を果たしている。そして翌1997年（平成9年）2月22日に開催されたさよならイベントにおける415・417編成の運行を最後に全編成が運用を離脱し、同月24日付で415・417編成が除籍されたことをもって本系列は形式消滅した。
2月24日には701系列で最後まで残存した701系781編成および801系809編成も除籍されており、同日をもって本系列のみならず701系列は全廃となった。

## 譲渡車両
本系列は小回りの利く2両編成の冷房付高性能車両であり、かつ改造後の経年が浅かったことが好まれ、西武における除籍後は19編成38両全車が地方私鉄へ譲渡された。まとまった両数を有した一系列が1両たりとも解体処分されず他社へ譲渡された例は、西武のみならず大手私鉄各社を含めても極めて珍しい事象である。
譲渡先は上信電鉄・三岐鉄道・近江鉄道の3社であり、上信電鉄へ1編成2両、三岐鉄道へ3編成6両、近江鉄道へ15編成30両が譲渡された。
2024年（令和6年）6月現在、三岐鉄道で3編成6両、近江鉄道で10編成20両が運用されている。

### 上信電鉄

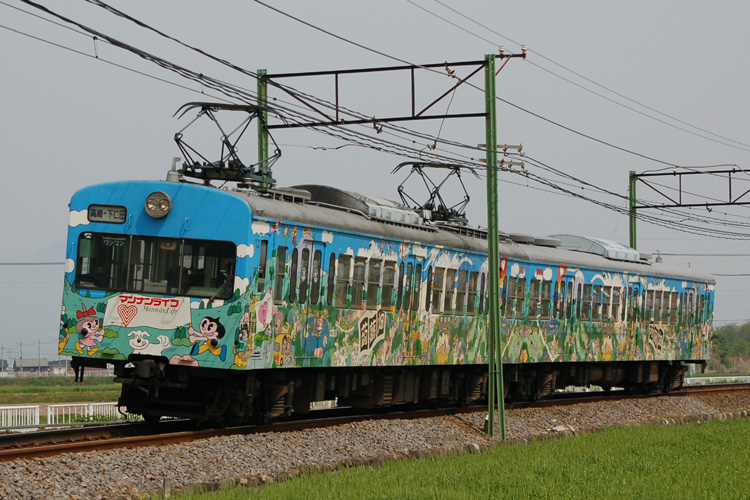
上信150形クモハ151-クモハ152（元西武407編成）

老朽化した同社100形電車（元西武451系）の代替目的で、1992年（平成4年）11月に407編成が譲渡された。譲渡に際しては塗装変更のほか、連結器の交換や、台車を701系列の解体発生品であるFS-342に換装し、後年ワンマン運転対応改造も施された。
入線当初は同社の当時の標準塗装であったコーラルレッド一色塗りとされ、前面ステンレス飾り板ならびに客用扉は西武在籍当時同様に無塗装であったが、後年の全面広告編成化に伴って同部分も塗り潰されるようになった。2008年（平成20年）以降は広告の契約解除に伴ってクリーム地に緑のストライプ塗装に変更されていた。
2018年（平成30年）、700形電車（元JR107系）に置き換えられ廃車となった。

### 三岐鉄道

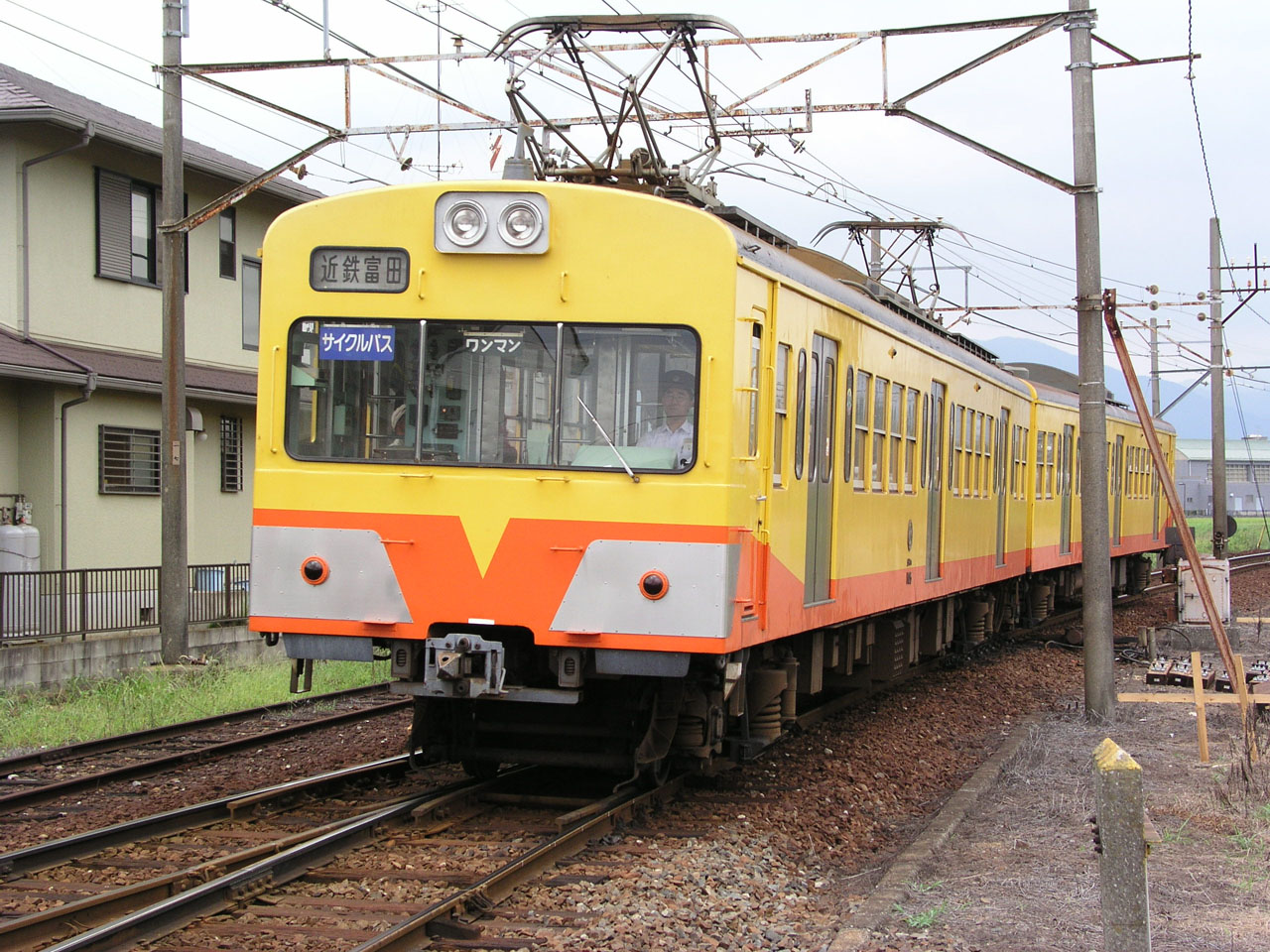
三岐101系105編成
（元西武409編成）

1990年（平成2年）から1993年（平成5年）にかけて、401・405・409編成がそれぞれ譲渡された。譲渡に際しては前照灯の形状・塗装変更・台車のFS-342への換装・ワンマン運転対応改造を施工した。
| 車番                | 西武在籍当時の旧番  | 譲渡年月              |
| クモハ101-クモハ102 | クモハ402-クモハ401 | 1990年（平成2年）12月 |
| クモハ103-クモハ104 | クモハ406-クモハ405 | 1991年（平成3年）6月  |
| クモハ105-クモハ106 | クモハ410-クモハ409 | 1993年（平成5年）6月  |

同社101系電車として導入された3編成は、後年前面塗り分け部分の小変更が加えられた程度で、大きな変化もなく現在も三岐線の主力車両として運用されている。また、101編成は現役最古参の西武車である（同社607編成の廃車に伴うもの）。

### 近江鉄道
1990年（平成2年）から1997年（平成9年）にかけて、403・411 - 437編成の15編成30両が譲渡された。導入に際しては近江鉄道線内の車両限界の都合から車体側に改造が施工されており、改造内容の相違によって800系と820系の2系列に区分されている。また、元437編成は同社の創業100周年を記念して他編成とは全く異なる大改造が施工されており、落成後は「あかね号」の編成愛称が与えられ、こちらも別系列となる700系に区分された。なお、近江鉄道への譲渡車は他社譲渡分とは異なり、全車ともFS-372台車を装備したまま譲渡・竣功している。
導入に伴う改造は全て同社彦根工場で施工されており、2009年（平成21年）4月までに計14編成28両が竣工している。元419編成のみは未改造のまま彦根工場構内に留置されていたが、2010年（平成22年）10月頃に部品取りのため解体された。
700系は老朽化のため2019年（令和元年）5月に廃車となった。